# L.S.M. (album)
L.S.M. - album studyjny piosenkarza reggae - Juniora Stressa wydany w 2009 roku.

## Lista utworów
1. L.S.M.
2. Miasto bez nadziei
3. Miasta wdzięk
4. Policja
5. Plotki
6. Znam ten stan
7. Kroki
8. Nie po to, by łapać słońce
9. Jego ego
10. Miłość jedna (Intro) (Magda Sobczak)
11. Miłość jedna (gościnnie: Jura Sound, Magda Sobczak, Chvaściu)
12. Prosta droga
13. Sound system (gościnnie: DJ OK, EastWest Rockers, Mad Mike, Ola Monola, Marika, Bas Tajpan, Frenchman, BobOne, Pablopavo, Natty B, Mista Pita, GrubSon)
14. L.S.M (Gwoździu Selekta Rmx)